# Sytuacja prawna i społeczna osób LGBT w Macedonii Północnej
Lesbijki, geje, biseksualiści i osoby transpłciowe (osoby LGBT) mogą się spotkać w Macedonii Północnej z trudnościami, których nie spotykają osoby nie-LGBT. Kontakty homoseksualne – zarówno kobiet, jak i mężczyzn – są w tym kraju legalne, jednak parom jednopłciowym ani gospodarstwom przez nie prowadzonym nie przysługuje ta sama ochrona prawna, którą cieszą się małżeństwa par różnej płci.

## Prawo wobec kontaktów homoseksualnych
Prawo macedońskie nie zakazuje seksualnych kontaktów pomiędzy osobami tej samej płci. Wiek uprawniający do współżycia seksualnego jest równy dla kontaktów homo- i heteroseksualnych.

### Historia
Kontakty seksualne z osobami tej samej płci były w Byłej Jugosłowiańskiej Republice Macedonii nielegalne do 1996 roku, kiedy nastąpiła ich dekryminalizacja będąca jednym z warunków wstąpienia do Rady Europy. Po wyborach w 2014 ówczesna Macedonia rozważała zdefiniowanie małżeństwa w Konstytucji jako związek kobiety i mężczyzny, co zaproponowała koalicja rządowa mająca ponad trzy czwarte miejsc w macedońskim parlamencie. Zmiana nie weszła jednak w życie.

### Krwiodawstwo
Mężczyźni mający kontakty seksualne z mężczyznami nie mogą być w Macedonii Północnej dawcami krwi.

## Ochrona prawna przed dyskryminacją
Pomiędzy 2008 a 2010 rokiem obowiązywał zakaz dyskryminacji w miejscu pracy z powodu orientacji seksualnej. Na początku 2010 roku parlament ówczesnej Macedonii zrewidował prawo antydyskryminacyjne i usunął z niego orientację seksualną jako kategorię chronioną. Obecnie nie obowiązują żadne prawa zakazujące dyskryminacji lub zbrodni nienawiści nawiązujące do orientacji seksualnej bądź tożsamości płciowej.

### Azyl
Prześladowanie z uwagi na orientację seksualną nie jest prawnie uznane za czynnik gwarantujący status uchodźcy.

### Służba wojskowa
Geje, lesbijki i biseksualiści nie są wykluczeni ze służby wojskowej z powodu swojej orientacji seksualnej.

## Uznanie związków osób tej samej płci
W macedońskim ustawodawstwie nie istnieje żadna prawna forma uznania związków jednopłciowych. Prawo definiuje małżeństwo jako „związek mężczyzny i kobiety”.
We wrześniu 2013 roku zaproponowano poprawkę do Konstytucji Macedonii Północnej, która definiowała małżeństwo jako związek mężczyzny i kobiety. Poprawka nie uzyskała wymaganych dwóch trzecich głosów. Pod koniec czerwca 2014 ponownie wybrana partia rządząca po raz kolejny złożyła projekt, zakładając, że konserwatywna partia opozycyjna (DPA) poprze zmianę, co pozwoli uzyskać poparcie dwóch trzecich parlamentu. W styczniu 2015 Parlament ówczesnej Macedonii przyjął poprawkę znaczącą większością głosów. Poprawka nie weszła w życie z powodu przedterminowych wyborów parlamentarnych w 2016.

## Adopcja dzieci przez pary jednopłciowe
Partnerzy w konkubinacie nie mają żadnych praw wychowawczych do dziecka swojego partnera. Niemożliwa jest również wspólna adopcja dziecka przez parę jednopłciową.

## Prawa osób transpłciowych
Osoby transpłciowe nie mają w Macedonii Północnej możliwości prawnej korekty płci.

## Życie osób LGBT w kraju
Istnieje niewiele miejsc przeznaczonych bezpośrednio dla środowisk LGBT. W Skopju funkcjonuje kilka lokali gay-friendly. Niektóre bary organizują okazjonalnie imprezy dla mniejszości seksualnych. Kraj jest w przeważającej mierze homofobiczny. Wiele raportów donosi o upokorzeniach, zwolnieniach z pracy, a nawet publicznym ujawnianiu cudzej orientacji seksualnej.
Według Amerykańskiego Raportu o Stosowaniu Praw Człowieka w Macedonii z 2012, istnieją uprzedzenia wobec społeczności LGBT. Ponadto jest ona nękana przez społeczeństwo, media oraz rząd. Raport donosi:

Aktywiści działający na rzecz praw osób LGBT opisywali przypadki społecznego uprzedzenia, w tym prześladowania oraz używania obraźliwego języka – od mediów po rząd. W listopadzie Centrum Komisji Helsińskiej do Spraw LGBTI zostało zdewastowane, a dwaj działacze zostali zaatakowani podczas wieszania informacji o nadchodzącym marszu równości.

### Organizacje LGBT
W kraju działają trzy organizacje oraz jedno centrum pracujące na rzecz obrony praw osób LGBT.
LGBT United (mac. ЛГБТ Јунајтед) jest stosunkowo młodą organizacją broniącą praw osób LGBT w Macedonii Północnej. Pod koniec czerwca 2013 zorganizowała ona pierwszy w historii kraju pride week przy wsparciu Koalicji „Prawa seksualne i zdrowotne społeczności marginalizowanych”. Program przedsięwzięcia koncentrował się głównie na seansach filmowych o tematyce LGBT.
EGAL (mac. ЕГАЛ) to najstarsza organizacja zajmująca się kwestiami zdrowotnymi gejów i lesbijek. Jest również głównym organizatorem festiwalu filmowego Dzunica, na którym prezentowane są filmy o tematyce LGBT.
Koalicja „Prawa seksualne i zdrowotne społeczności marginalizowanych” (mac. Коалиција „Сексуални и здравствени права на маргинализираните заедници”) pracuje między innymi na rzecz praw osób LGBT i organizuje różnego rodzaju przedsięwzięcia promujące równość. Brała udział w organizacji Skopje Pride Week 2013.
Centrum Wsparcia LGBTI (mac. ЛГБТИ Центар за поддршка) – filia Komitetu Helsińskiego na Rzecz Praw Człowieka w Republice Macedonii Północnej mająca siedzibę w Skopju. Pracuje nad zmianą sytuacji prawnej i społecznej osób LGBTI w Macedonii Północnej, tworząc społeczność, rzecznictwo i bezpłatną pomoc prawną.

### Opinia publiczna
Sondaż przeprowadzony w 2002 roku przez Centrum Praw Człowieka i Obywatela wykazuje, iż 80% Macedończyków uważa homoseksualizm za „chorobę psychiczną zagrażającą funkcjonowaniu rodzin”. Około 65% odpowiedziało, że „bycie osobą homoseksualną jest przestępstwem, które powinno być karane ograniczeniem wolności”. Młodzi mężczyźni i mieszkańcy większych miejscowości są wobec homoseksualizmu bardziej liberalni niż osoby starsze, kobiety i mieszkańcy małych miejscowości.